# Şafḩeh-ye Do
Şafḩeh-ye Do (persiska: صفحه دو) är en ort i Iran.   Den ligger i provinsen Khuzestan, i den västra delen av landet, 600 km sydväst om huvudstaden Teheran. Şafḩeh-ye Do ligger 11 meter över havet och antalet invånare är 555.
Terrängen runt Şafḩeh-ye Do är mycket platt.Runt Şafḩeh-ye Do är det ganska tätbefolkat, med 144 invånare per kvadratkilometer. Närmaste större samhälle är Qajarīyeh-ye Yek, 9,7 km söder om Şafḩeh-ye Do. Omgivningarna runt Şafḩeh-ye Do är i huvudsak ett öppet busklandskap.